# Slatina (gmina miejska Sopot)
Slatina (cyr. Слатина) – wieś w Serbii, w mieście Belgrad, w gminie miejskiej Sopot. W 2011 roku liczyła 226 mieszkańców.